# 岐阜県道97号富加七宗線
岐阜県道97号富加七宗線（ぎふけんどう97ごう とみかひちそうせん）は、岐阜県加茂郡富加町から加茂郡七宗町に至る県道（主要地方道）である。

## 概要
富加町羽生（国道418号交点）を起点に北に進む。途中滝田地区で北東に折れるまで、岐阜県道364号大平賀富加停車場線と重複している。岐阜県の資料（平成16年度建設行政の概要）では県道97号は滝田地区が起点になっているが、多くの地図が国道418号との交点を起点にしている。富加町役場の前を通り、川浦川に沿って北東に向かい、美濃加茂市伊深地区に入る。さらに美濃加茂市三和地区を通り、加茂郡川辺町にいったん入り、川浦川の最上流まで上る。間見峠を越えると加茂郡七宗町に入る。間見川に沿って進み、間見川が神淵川と合流する付近、七宗町神渕の岐阜県道64号可児金山線交点が終点。

### 路線データ
- 始点：岐阜県加茂郡富加町羽生（駅前交差点、国道418号交点）
- 終点：岐阜県加茂郡七宗町神渕（岐阜県道64号可児金山線交点）
- 総延長：約20km
- 実延長：19.551 km[1]

## 歴史
- 1993年（平成5年）5月11日 - 建設省から、県道神淵富加線が富加七宗線として主要地方道に指定される[2]。

## 路線状況

### 重複区間
- 岐阜県道364号大平賀富加停車場線（富加町羽生・駅前交差点 - 加茂郡富加町滝田）
- 岐阜県道80号美濃川辺線（美濃加茂市三和町川浦）

## 地理

### 通過する自治体
- 加茂郡
  - 富加町
- 美濃加茂市
- 加茂郡
  - 川辺町
  - 七宗町

### 交差する道路

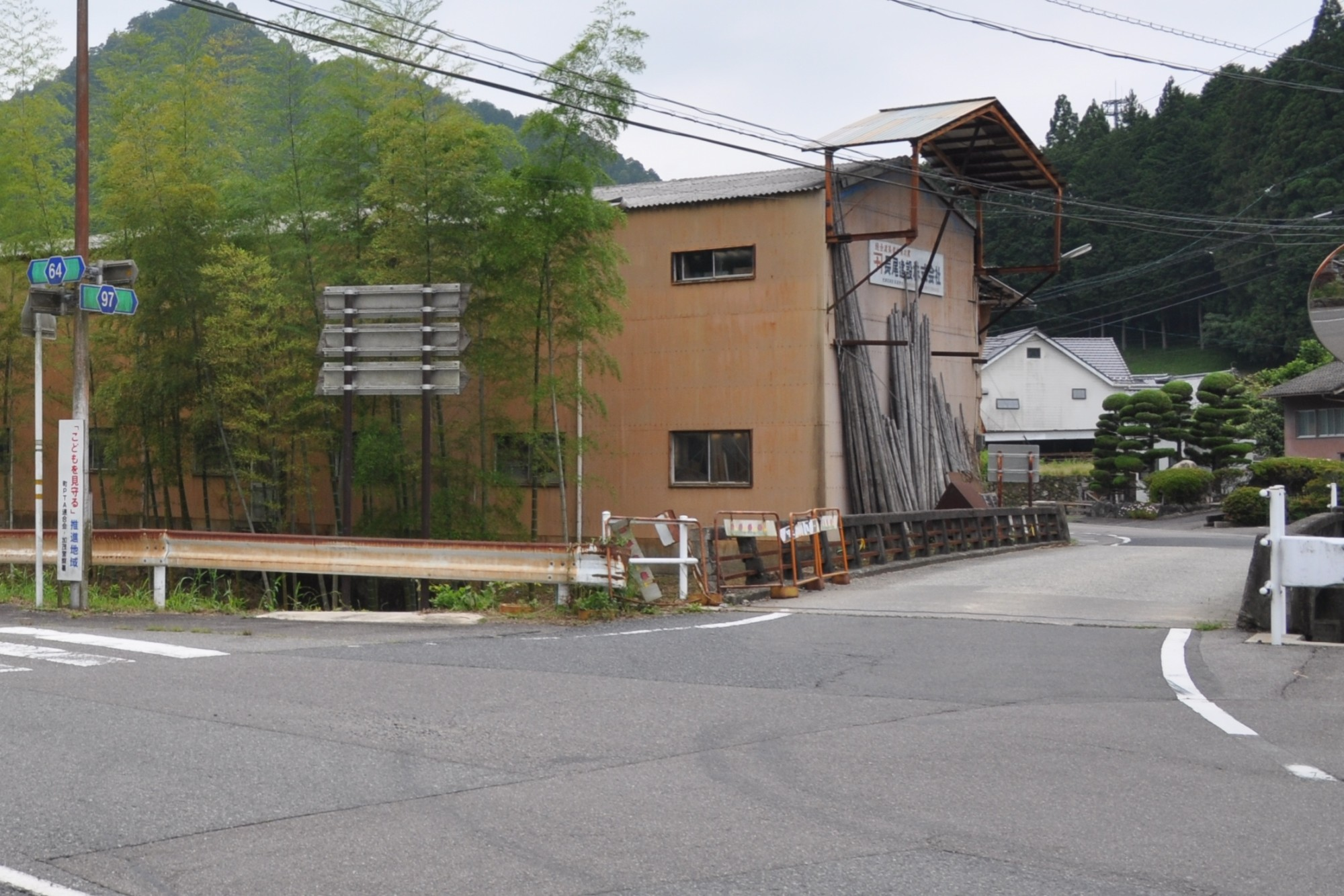
岐阜県道64号との交点付近

- 国道418号富加バイパス・岐阜県道364号大平賀富加停車場線（富加町羽生・駅前交差点、起点）
- 岐阜県道364号大平賀富加停車場線（加茂郡富加町滝田）
- 岐阜県道346号富加坂祝線（加茂郡富加町滝田・タウンホール前交差点）
- 岐阜県道63号美濃加茂和良線（美濃加茂市伊深町・関也交差点）
- 岐阜県道348号山之上古井線（美濃加茂市三和町川浦）
- 岐阜県道80号美濃川辺線（美濃加茂市三和町川浦）
- 岐阜県道80号美濃川辺線（美濃加茂市三和町川浦）
- 岐阜県道64号可児金山線（加茂郡七宗町神渕、終点）

### 沿線にある施設など
- 富加町役場
- 長良川鉄道越美南線 富加駅
- 富加町立富加小学校
- タウンホールとみか
- 美濃加茂市富加町中学校組合立双葉中学校
- 加治田山城址
- 正眼寺
- 正眼短期大学
- みのかも健康の森
- 美濃加茂市立三和小学校
- 美濃加茂市立三和保育所